# Jakow Segel
Jakow Alexandrowitsch Segel (* 10. März 1923 in Rostow; † 19. Mai 1995) war ein sowjetischer Filmautor und -regisseur, dessen Werke auch in Deutschland im Kino und im Fernsehen gezeigt wurden.
Segel war Soldat im Zweiten Weltkrieg, danach studierte er an der Moskauer Filmhochschule, unter anderem bei Sergei Gerassimow. Bei mehreren Filmen arbeitete er mit Lew Kulidschanow zusammen, so auch bei Das Haus, in dem ich wohne,  für den die beiden mit dem Regiepreis bei den Filmfestspielen in Brüssel ausgezeichnet wurden.
Des Weiteren drehte er auch Filme für Kinder und schrieb Hörspiele für das Radio. Das Hörspiel Ich esse einen süßen Apfel war zum Beispiel auch Unterrichtsmittel in der DDR.

## Filmografie
- 1956: So begann es... (Eto nachinalos tak...)
- 1957: Das Haus, in dem ich wohne (Dom, v kotorom ya zhivu)
- 1959: Der erste Tag des Friedens (Pervyy den mira)
- 1960: Abschied von den Tauben (Proshchayte, golubi)
- 1970: Zwei Lächeln (Dve ulybki)
- 1973: Ein Tropfen im Meer (Kaplya v more)
- 1977: Zwischen Ziel und Start (Risk – blagorodnoe delo)
- 1980: In einer herrlichen Kindheit (V odno prekrasnoye detstvo)
- 1980: Zirkus-Zauber
- 1982: Ich warte auf sie (Ya vas dozhdus)

## Hörspiele
- Ich esse einen süßen Apfel. – Regisseur: Günter Bormann (DDR Mono) (1970) (Schola LP)